# OBSイブニングプラス
『OBSイブニングプラス』（オービーエス イブニングプラス）は、大分放送で放送されている大分県内ローカルワイドニュース番組。
2020年度まで放送された『OBSイブニングニュース』をリニューアルしたもので、従来からの県内のその日のニュースのまとめのほか、暮らしにまつわる情報も提供している。

## 放送時間
- 月曜 - 金曜 18:15 - 18:55 （2021年3月29日 - ）

## 出演者
- 井口尚子（総合司会　ニュースデスク兼）
- 平山沙絵
- 中島三奈
- 賎川寛人
- 渡辺敬大
- 河野真歩
- 小野愛梨
- 大森麻以